# MS ABDB
Maillots
Le MS ABDB est un club brunéien de football basé à Pekan Tutong. C'est le club le plus titré du sultanat, que ce soit en championnat ou en Coupe nationale. Il s'agit de la section football du club multi-sport de l'armée brunéeienne.

## Histoire du club
Fondé à Pekan Tutong en 1985, le club représente l'armée du sultanat. Il obtient un titre de champion lors de la toute première édition du championnat, en 1985. Par la suite, dès 2002 et la remise en place d'une compétition nationale, il fait partie des clubs participant au championnat de première division, sans jamais être relégué. D'abord sacré dans les Coupes, avec des succès en Coupes nationales et en Coupe de la Ligue, il attend 2015 pour obtenir son premier titre en Super League, un trophée qu'il parvient à conserver lors des trois éditions suivantes. 
Il compte à son palmarès quatre titres de champion de Brunei, sept Coupes de Brunei et une Coupe de la Ligue. Il a également atteint la finale de la Supercoupe de Brunei à trois reprises, sans jamais parvenir à l'emporter. Ses différents succès nationaux n'ont pas permis au club de prendre part à des compétitions internationales, car jusqu'en 2019, Brunei n'engage aucune équipe en Coupe de l'AFC ou Coupe du président de l'AFC. Le MS ABDB va faire ses premiers pas en compétition asiatique lors de la Coupe de l'AFC 2020.
Le MS ABDB a participé à une campagne continentale, en Coupes des Coupes 1994-1995, avec une élimination dès le premier tour face à la formation malaisienne de Kuala Lumpur FA. Cette participation est d'autant plus surprenante que ni le championnat, ni la Coupe nationale n'étaient disputés durant cette période.

## Palmarès
- Championnat de Brunei :
  - Champion en : 2015, 2016, 2017-2018, 2018-2019

- Coupe de Brunei :
  - Vainqueur : 2003, 2008, 2010, 2012, 2014-2015, 2015, 2016
  - Finaliste : 2002, 2004, 2006

- Coupe de la Ligue de Brunei :
  - Vainqueur : 2006
  - Finaliste : 2008, 2009 et 2011

### Liens
- Championnat de Brunei de football
- Fiche du club sur le site soccerway